# GDNFファミリーリガンド
GDNFファミリーリガンド（英: GDNF family ligand、略称: GFL）は、グリア細胞株由来神経栄養因子（GDNF）、ニュールツリン（NRTN）、アルテミン（ARTN）、パーセフィン（PSPN）の4種類の神経栄養因子からなるファミリーである。GFLは、細胞の生存、神経突起の成長、分化、遊走など、いくつかの生物学的過程に関与していることが示されている。特に、GDNFによるシグナル伝達はドーパミン作動性ニューロンの生存を促進する。

## シグナル伝達複合体の形成
標的細胞の表面では、特定のGFL二量体、受容体型チロシンキナーゼ分子RET、そしてGFRαタンパク質ファミリーに属する細胞表面結合型コレセプターからなるシグナル伝達複合体が形成される。コレセプターであるGFRα1、GFRα2、GFRα3、GFRα4の主要なリガンドはそれぞれ、GDNF、NRTN、ARTN、PSPNである。まずGFLとGFRαの複合体が形成され、複合体は2分子のRETを呼び寄せて結合させることで各RET分子のチロシンキナーゼドメイン内の特定のチロシン残基のトランスリン酸化を開始させる。こうしたチロシン残基のリン酸化によって、細胞内のシグナル伝達過程が開始される。
GDNFの場合、RETを介したGDNFシグナルの伝達が生じるためには、細胞表面にヘパラン硫酸グリコサミノグリカンも必要であることが示されている。

## 臨床的意義
いくつかの疾患において、GFLは重要な治療標的となっている。
GDNFはパーキンソン病の2つの臨床試験といくつかの動物実験で有望な結果が示された。この結果はプラセボ効果によるものであることが後に他の研究で報告されたものの、GDNFを被殻に送達する試みは継続されている。GDNFは運動ニューロンの強力な生存因子であるため、ALSの治療に重要である可能性がある。さらに、薬物依存やアルコール依存症の治療標的として、GDNFの重要性が報告されている。
NRTNもパーキンソン病やてんかんへの治療応用が試みられている。NRTNは前脳基底部のコリン作動性ニューロンや脊髄の運動ニューロンの生存を促進するため、アルツハイマー病やALSの治療法としての可能性がある。
ARTNは慢性疼痛の治療として臨床的可能性がある。
PSPNはマウス胚の前脳基底部のコリン作動性ニューロンの生存を促進することがin vitroで示されており、アルツハイマー病治療への可能性がある。また、脳卒中の治療への臨床応用の可能性もある。
このようにGFLには非常に幅広い治療応用の可能性があるため、GFRα/RET受容体複合体活性の調節に多くの関心が寄せられている。しかしながら、天然型GFLの臨床使用は限定的なものとなっている。GFLは正に帯電したポリペプチドであるため血液脳関門を通過することができず、標的組織への分布は非常にわずかなものとなる。そのため、効果的治療法開発にはこれらの受容体に対する低分子アゴニストの創出が非常に有用なものとなると考えられている。